# Eburodacrys flexuosa
Eburodacrys flexuosa es una especie de escarabajo longicornio del género Eburodacrys, tribu Eburiini, subfamilia Cerambycinae. Fue descrita científicamente por Gounelle en 1909.

## Descripción
Mide 9,8-21,55 milímetros de longitud.

## Distribución
Se distribuye por Argentina, Bolivia y Brasil.